# Lucio Rama
Lucio Rama, pseudonimo di Luciano Gherardelli (Milano, 30 giugno 1911 – Roma, 3 giugno 1988), è stato un attore italiano.

## Biografia
Attore di formazione teatrale, è stato attivo prevalentemente alla Radio Rai e in televisione fra il 1953 ed il 1978. Ha tra l'altro interpretato il fotoromanzo "Un destino in prestito" con Gabriella Farinon, Roel Bos, Lena von Martens, Marco Tulli (Sogno n.17, marzo 1966). Per il cinema ha interpretato essenzialmente b-movie (poliziotteschi, ecc.).
Nel 1962 ha fatto parte del cast dello sceneggiato televisivo Rai Una tragedia americana, mentre nel 1963 ha interpretato un'altra importante fiction: lo sceneggiato Giuseppe Verdi, diretto da Mario Ferrero su sceneggiatura di Manlio Cancogni. È stato sposato con la doppiatrice Alina Moradei.

## Filmografia

### Cinema
- Il fornaretto di Venezia, regia di Duccio Tessari (1963)
- Così dolce... così perversa, regia di Umberto Lenzi (1969)

### Televisione
- Piccolo mondo antico, regia di Silverio Blasi - miniserie TV (1957)
- Una tragedia americana, regia di Anton Giulio Majano - miniserie TV (1963)
- Ritorno dall'abisso (1963)
- Giuseppe Verdi (1963)
- Ritorna il tenente Sheridan - Miniserie televisiva, episodio La lettera (1963)
- Le inchieste del commissario Maigret - Mniserie televisiva, episodio Un'ombra su Maigret (1964)
- La cittadella (1964)
- La donna di fiori (1965)
- Madame Curie, regia di Guglielmo Morandi (1966)
- Il professore (1967)
- Processi a porte aperte: Losey il bugiardo (1968)
- I fratelli Karamazov (1969)
- Nero Wolfe - Miniserie televisiva, episodio Per la fama di Cesare (1969)
- La rivolta dei decabristi (1970)
- Il laccio rosso (1971)
- Il grosso affare (1971)
- Blaise Pascal (1972)
- ESP, regia di Daniele D'Anza (1973)
- Ho incontrato un'ombra (1974)
- Qui squadra mobile - Miniserie televisiva, episodio Il botto (1976)
- Dov'è Anna?, regia di Piero Schivazappa (1976)
- Tecnica di un colpo di stato: la marcia su Roma (1978)
- Adua, regia di Dante Guardamagna – miniserie TV (1981)

## Prosa televisiva Rai
- L'altro figlio di Luigi Pirandello, regia di Franco Enriquez, trasmessa il 24 febbraio 1954.
- Amleto di William Shakespeare, regia di Vittorio Gassman, trasmessa il 1º novembre 1955.
- La moglie saggia di Carlo Goldoni, regia di Carlo Lari, trasmessa il 18 febbraio 1955.
- I frutti dell'istruzione di Lev Tolstoj, regia di Claudio Fino, trasmessa il 9 dicembre 1955.
- Lo schiavo impazzito, regia di Mario Lanfranchi, trasmessa l'11 novembre 1960.
- Champignol senza volerlo, regia di Silverio Blasi, trasmessa il 25 febbraio 1963.
- La potenza delle tenebre di Lev Tolstoj, regia di Vittorio Cottafavi, trasmessa il 29 gennaio 1965.
- Uno sguardo dal ponte di Arthur Miller, regia di Raf Vallone, prima al Teatro Municipale di Reggio Emilia il 5 ottobre 1967.
- La guerra di Troia non si farà, dramma di Jean Giraudoux, regia di Andrea Camilleri, trasmessa dal Secondo programma il 3 gennaio 1968
- Il galantuomo per transazione di Giovanni Giraud, regia di Carlo Lodovici, trasmessa il 13 luglio 1973.

## Prosa radiofonica Rai
- Il ladro, commedia di Henri Bernstein, regia di Umberto Benedetto, trasmessa il 30 giugno 1959.
- Estuario, radiodramma in tre tempi di Arnaldo Boscolo, regia di Pietro Masserano Taricco, trasmessa il 22 ottobre 1959.
- Una cesta di trote, di Neil Grant, regia di Umberto Benedetto, trasmessa il 23 aprile 1962

## Varietà Rai
- Sulle spiagge della luna, di e con Franca Valeri, Vittorio Caprioli, Luciano Salce, orchestra di Armando Trovajoli, presentano Lucio Rama e Angiolina Quinterno 1957

## Teatro
- Uno sguardo dal ponte, dramma di Arthur Miller con Raf Vallone, Alida Valli, Lucio Rama, regia di Raf Vallone, prima al teatro Municipale di Reggio Emilia 5 ottobre 1967.